# Sultanatul Nejd
Sultanatul Nejd (în arabă سلطنة نجد) a fost un sultanat rezultat prin transformarea emiratului de Riad, condus de Abdul Aziz ibn Saud, care în 1921 s-a autoproclamat sultan peste Nejd și dependențele acestuia. Sultanatul a fost condus de Casa de Saud. În 1926, sultanatul de Nejd s-a extins cucerind regatul Hejazului, iar uniunea acestora două s-a materializat ca regatul de Nejd și Hejaz, cu Abdul Aziz ibn Saud ca rege.